# تانا مرا، کوئینزلند
تانا مرا (به انگلیسی: Tanah Merah) یک حومه شهر در استرالیا است که در کوئینزلند واقع شده‌است.